# ساموئل کلت
ساموئل کلت (به انگلیسی: Samuel Colt) (زادهٔ ۱۹ ژوئیه ۱۸۱۴ – مرگ ۱۰ ژانویه ۱۸۶۲) صنعتگر و مخترع آمریکایی بود. او بنیان‌گذار شرکت اسلحه‌سازی کلت بوده و اختراع رولور را به او نسبت می‌دهند.

## زندگی
ساموئل کلت در سال ۱۸۱۴ میلادی در هارتفورد ایالت کنتیکت در آمریکا زاده شد. او در ۱۸۲۷ به عنوان دریانورد مشغول به کار شد و در همین زمان مدلی چوبی از یک هفت‌تیر را ساخت. در حدود سال ۱۸۳۲ به مسافرت در ایالات متحده پرداخت و سخنرانی‌هایی در زمینهٔ مباحث مربوط به شیمی ایراد نمود.
کلت در ۱۸۳۵ به انگلستان رفت و نخستین مدل واقعی از رولور ساخت خود را ابتدا در آنجا و سپس در فرانسه و یک سال بعد در آمریکا به ثبت رساند. اسلحهٔ ساخت او دارای استوانه‌ای برای قراردادن فشنگ در آن بود که با کشیدن چخماق تفنگ می‌چرخید و فشنگ را برای شلیک آماده می‌کرد. در ابتدا پیستولها و تفنگ‌های تک‌لولهٔ ساخت کلت مورد استقبال کمی قرار گرفت و کارخانه‌ای که به منظور تولید آنها در پترسون نیوجرسی راه‌اندازی شده بود تعطیل گردید. با شروع جنگ آمریکا و مکزیک، ارتش ایالات متحده در ۱۸۴۷ سفارشی بالغ بر ۱۰۰۰ عدد رولور را به کلت داد که این سفارش موجب رونق مجدد کسب و کار ساموئل کلت گردید و او شرکت تولید اسلحه‌های گرم کلت با امتیاز انحصاری را که امروزه با نام شرکت تولیدی کلت شناخته می‌شود بنیان گذاشت.
کلت در دهم ژانویه ۱۸۶۲ در هارتفورد کانتیکات درگذشت و در گورستان سدار هیل به خاک سپرده شد.